# Dandenong Ranges National Park
Dandenong Ranges National Park – australijski park narodowy położony 38 km na wschód od centrum Melbourne.
Park o powierzchni 32 km² przylega to zabudowanych terenów miejskich i przez wiele lat miał problemy ze zdziczałymi i domowymi zwierzętami (przede wszystkim kotami) polującymi na lokalną faunę, problem został rozwiązany dopiero po wprowadzeniu surowych przepisów dotyczących kotów, obejmujących cały obszar Gór Dandenong.
Park podzielony jest na pięć stref:
- Doongalla Forest – na jej powierzchni leży najwyższy szczyt Gór Dandenong – Góra Dandenong. Znajduje się tam również punkt widokowy SkyHigh, z którego można zobaczyć wschód miasta Melbourne.
- Ferntree Gully National Park – w południowo-zachodniej części parku położona pomiędzy dzielnicami Melbourne Ferntree Gully oraz Boronia z zachodu, Upwey z południa, dzielnicami Tremont i Sassafras ze wschodu oraz The Basin z północy. Ta część parku posiada w sobie ścieżkę prowadzącą do miasta One Tree Hill.
- Sherbrooke Forest
- Olinda Forest – w której skład wchodzą wychodnie stoki Góry Dandenong.
- Mount Evelyn Fores – jest to fragment parku najbardziej wysunięty na północ.